# Коптев, Александр Викторович
Алекса́ндр Ви́кторович Ко́птев (род. 1955, пос. Навля, Брянская область) — российский учёный-историк, специалист по истории Древнего Рима. Доктор исторических наук.
В настоящее время свободный исследователь, живёт в Хельсинки.

## Биография
- 1973—1978 — учился на истфаке Московского государственного университета, специализировался по кафедре истории древнего мира.
- 1978—1998 — преподаватель древней истории Вологодского государственного педагогического института.
- 1983—1986 — аспирант Московского государственного педагогического института по кафедре истории древнего мира и средних веков; кандидат исторических наук (МГПИ). Диссертация — «Рабство и другие формы зависимости в сельском хозяйстве Западной Римской империи IV—V вв. (по данным императорского законодательства)».
- 1997 — доктор исторических наук (МГУ). Диссертация — «Формирование крепостного права в поздней Римской империи — ранней Византии IV—VI вв.»

С 1998 свободный исследователь в Хельсинки.
Публиковался в «Вестнике древней истории», «Большой российской энциклопедии».

## Научные проекты
- 1982—1996 — Исследование судьбы римского гражданского общества и права в поздней античности.
- 1998—2010 — Веб-библиотека источников римского права — The Roman Law Library (https://droitromain.univ-grenoble-alpes.fr/)
- 2006—2009 — From Romanitas to Christianitas — Transformation of Identities between Antiquity and Middle Ages
- 2009—2010 — Индоевропейское наследие в Повести Временных Лет
- с 2011 — От мифологии к истории: происхождение исторической традиции о раннем Риме.

Автор оригинальной концепции характера кризиса III века и его места в истории римского государства.